# Lost (bài hát của Linkin Park)
"Lost" là bài hát của ban nhạc rock Mỹ is a song by American Linkin Park. Ban đầu bài hát được thu âm cho album phòng thu thứ hai của nhóm, Meteora (2003), sau đó được phát hành chính thức vào ngày 10 tháng 2, 2023, như đĩa đơn mở đường cho album phát hành lại kỉ niệm 20 năm.

## Danh sách track
| Tải nhạc số | Tải nhạc số | Tải nhạc số |
| STT         | Nhan đề     | Thời lượng  |
| ----------- | ----------- | ----------- |
| 1.          | "Lost"      | 3:19        |

| Tải nhạc số (phối lại) | Tải nhạc số (phối lại)        | Tải nhạc số (phối lại) |
| STT                    | Nhan đề                       | Thời lượng             |
| ---------------------- | ----------------------------- | ---------------------- |
| 1.                     | "Lost" (PLZ Tethered Version) | 3:22                   |
| 2.                     | "Lost"                        | 3:19                   |
| Tổng thời lượng:       | Tổng thời lượng:              | 6:42                   |

## Nhân sự
Linkin Park
- Chester Bennington – giọng chính
- Mike Shinoda – giọng hát, keyboard, sampler
- Brad Delson – guitar
- Joe Hahn – turntable, sample
- Rob Bourdon – trống
- Dave Farrell – guitar bass

## Bảng xếp hạng

### Bảng xếp hạng hàng tuần
| Bảng xếp hạng (2023)                          | Vị trí cao nhất |
| --------------------------------------------- | --------------- |
| Australia (ARIA)                              | 49              |
| Áo (Ö3 Austria Top 40)                        | 9               |
| Canada (Canadian Hot 100)                     | 28              |
| Canada Rock (Billboard)                       | 1               |
| Cộng hòa Séc (Rádio Top 100)                  | 2               |
| Cộng hòa Séc (Singles Digitál Top 100)        | 17              |
| Finland (Suomen virallinen lista)             | 24              |
| France (SNEP)                                 | 132             |
| France Radio (SNEP)                           | 2               |
| Đức (GfK)                                     | 5               |
| Germany Rock Airplay (Official German Charts) | 6               |
| Global 200 (Billboard)                        | 18              |
| Greece International (IFPI)                   | 21              |
| Hungary (Single Top 40)                       | 4               |
| Hungary (Stream Top 40)                       | 30              |
| Ireland (IRMA)                                | 51              |
| Japan Hot Overseas (Billboard Japan)          | 20              |
| Latvia (LAIPA)                                | 5               |
| Lithuania (AGATA)                             | 33              |
| Luxembourg (Billboard)                        | 15              |
| Hà Lan (Dutch Top 40)                         | 37              |
| Hà Lan (Single Top 100)                       | 98              |
| New Zealand Hot Singles (RMNZ)                | 2               |
| Bồ Đào Nha (AFP)                              | 59              |
| Nga Airplay (Tophit)                          | 91              |
| Slovakia (Singles Digitál Top 100)            | 43              |
| Sweden Heatseeker (Sverigetopplistan)         | 7               |
| Thụy Sĩ (Schweizer Hitparade)                 | 16              |
| Anh Quốc (OCC)                                | 18              |
| Anh Quốc Rock and Metal (OCC)                 | 1               |
| Hoa Kỳ Billboard Hot 100                      | 38              |
| US Hot Rock & Alternative Songs (Billboard)   | 4               |
| Hoa Kỳ Rock Airplay (Billboard)               | 1               |